# 후레라바~Friend to Lover~
후레라바~Friend to Lover~(フレラバ~Friend to Lover~)는 일본의 SMEE에서 개발한 어덜트 게임이다.

## 개요
일본의 SMEE사에서 개발한 어덜트 게임이며, 2013년 6월 28일에 발매했다.

## 스토리
주인공(이름설정 가능)은 작년의 여름을 여자친구 없이 보내며 쓸쓸함을 느끼고 다음학년으로 진학한다. 그러고는 내년에는 진로문제 등 여러 가지 때문에 바빠질 것을 생각하며 마지막 청춘이라는 생각으로 올해에는 여자친구를 꼭 만들어보겠다는 의지를 갖고 학교생활을 시작한다.

## 등장인물

### 주인공
아오바 쿄스케(青葉 恭介)
성우 : 없음
이 작품의 주인공이다. 장난기가 많고 게임과 야한 것을 좋아한다. 잘하는 것은 숨바꼭질. 숨바꼭질로는 전국에서 1등할 자신이 있다고 한다. 작중에서는 전국에 숨바꼭질 대회가 있었으면 자신이 1등을 했을 것이라고 한다. 외로운 청춘에서 벗어나 승리자가 되고 싶다며 프롤로그에서 친구인 겐키와 함께 난빠(헌팅)를 해보지만 결과는 좋지 않았다. 학기초에는 교실에서 여자친구를 만들어 보이겠다고 선전포고를 한다.

### 메인 히로인
미나하라 히마리(皆原 陽茉莉)
성우 : 아즈마 카린(東 かりん)
『에? 방금 그거 개그였어!? 미, 미안! 웃을테니까 한번 더 말해줄래?』
쿄스케의 소꿉친구이다. 쿄스케가 어렸을 때, 이웃에서 놀 사람이 히마리밖에 없었기 때문에(물론 히마리도 쿄스케 밖에 없었다.) 만날 같이 놀았다고 한다. 이른바 소꿉친구 관계. 특히 숨바꼭질을 많이 했기 때문인지 쿄스케와 마찬가지로 아주 잘한다. 하지만, 쿄스케가 이사를 가버려서 몇년간 떨어져있게 되어 소원해진 상태에서 수년 만에 같은 반이 된다. 뭔가 솔직하고, 귀여운 외모 때문에 남자들에게 인기가 많다. 겉으로 보기에는 연애에 관심이 없어 보이지만, 실제로는 꽤 있다고 한다. 작은가슴 때문에 고민이다.
모치즈키 리나(望月 理奈)
성우 : 아지 산마(あじ 秋刀魚)
『아하하! 아니, 있을 수 없어. 너와 나의 연애라던가 그런거』
쿄스케와 수년째 같은 반을 하고 있는 친구. 쿄스케가 이사 온 후 히마리와 떨어지게 되고, 새로 친구가 됐다. 쿄스케와 리나와의 관계를 나타내자면 이른바 악우. 아름다운 외모와 센스있는 꾸밈, 밝고 활기찬 성격으로 동성에게도 사랑받는다. 취미는 게임과 만화이며 즐기는 사람정도가 아닌 리듬게임 전국랭커수준의 게이머.  현재 부모님은 해외에서 사시며 혼자서 독신생활을 하며 학교를 다니기에 가사전반에도 유능하다.
히이라기 유즈유(柊 ゆずゆ)
성우 : 아키노 하나(秋野 花)
『시끄러. 어째서 내가 너한테 반해야 하는 건데』
남자를 아주 싫어한다. 그 이유는 예전부터 자신의 큰가슴에 남자들의 시선이 집중돼서 신경이 쓰였기 때문이다. 작중 쿄스케와 처음 만났을 때는 쿄스케의 사람 좋아보이는 행동에 남자에 대해서 다시 보게 되지만 순간의 사고로 남자는 모두 똑같다며 벽을 치게된다. 남자를 싫어하는 것과 동시에 동성인 여자도 별로 좋아하지 않는 것 같다. 그래서 그런지 반에서는 항상 고립돼있다. 쿄스케와는 맨날 싸운다. 수영을 아주 좋아해서 수영부에 들었다. 운동신경이 아주 좋으며 수영은 그중 탑이다. 수영을 하지만 좋은 피부 때문에 주목을 받기도 한다. 그리고 개를 좋아하기 때문에 샤를로트라는 개도 키우는데 맨날 산책을 시키며 잘 해준다. 처음 쿄스케와의 인연도 샤를로트 때문이다.
사와타리 미사키(沢渡 岬)
성우 : 미즈무라 코토네(水邑 琴音)
『……? 그거, 보통?……』
그녀가 옆을 지나쳤을때, 바람에 흩날린 머리카락의 향기에 매료되는 사람들이 많다. 차분하고 눈에 띌만한 행동을 하지는 않지만, 그게 오히려 그림 같은 것이 되어버려 반대로 많은 사람들에게 주목을 받고 있다. 물론 남자들에게서의 인기는 탑이다. 그렇기 때문인지 학원에서는 제대로 아가씨 취급을 받고 있다. 그리고 그 결과 학원에서는 그녀에게 다가가서는 안 된다는 암묵의 룰이 존재하고, 깨는 사람은 비난의 대상이 된다. 주인공은 항상 타이밍이 좋지 못해 그녀의 뒷모습 밖에 보지 못하고 있다.

### 서브 캐릭터
노노무라 토모미(野々村 智美)
성우 : 스즈네 카게츠(鈴音 華月)
『에!? 히마히마도 연애에 흥미 있었어? 그런 말도안되는! 누구야 너!?』
히마리와 항상 같이 다니는 절친한 친구이다. 히마리가 쿄스케과 떨어진 후 친구가 되었다. 히마리를 히마히마라는 애칭으로 부른다.
아야베 마히로(綾部 まひろ)
성우 : 니시노 코로네(西乃 ころね)
『』
리나와 친구사이로 풍기위원에 소속되어 있으며, 공부도 잘하는 우수한 학생이다.
미스미 마코(水澄 真子)
성우 : 시라스 묘(白州 妙)
『』
유즈유와 같은 수영부에 소속되어 있는 후배이다. 유즈유를 존경하고 있다. 끈질길 정도로 유즈유에게 집착하고 따라다닌다. 수영부도 유즈유가 있기 때문에 들어왔다고 한다.
세노 겐키(瀬野 元気)
성우 : 에비 오시조(蝦 押丈)
『』
주인공인 쿄스케와 절친한 친구사이로 함께 여자친구를 만들려고 노력하는 중이다.
스가사키 모모(須賀崎 桃)
성우 : 나츠무라 이스케(夏村 伊介)
『예를 들어서 네가 AV를 보면서 욕정을 하는 것처럼, 나도 리자드몬의 산란을 보고 욕정을 하는 거야.』
쿄스케와 겐키의 친구이다. 비쥬얼도 좋고 얼굴도 잘생겨서 인기가 많을 것 같지만 히키코모리라는 특징을 가지고 있기 때문인지 그렇지도 않다.
콘도 마사요시(近藤 正義)
성우 : 니시오카 켄고(西岡 賢吾)
『』
쿄스케가 속해있는 반의 담임이다. '저스티스'라는 별명을 가지고 있다. 학교에서 수업중에 담배를 피우는 등 대담한 행동을 서슴없이 한다.
미나하라 요코(皆原 陽子)
성우 : 불명
히마리의 엄마이다. 쿄스케의 엄마와는 절친한 사이이다. 작중 초반에는 쿄스케의 집에서 히마리와 쿄스케가 같은 반이 된 기념으로 축하파티를 하기도 했다.
샤를로트(しゃるろっと)
성우 : 불명
유즈유가 키우는 애견이다. 산책을 자주 시키며 잘 관리해준다. 쿄스케와 유즈유가 처음 만나게 되는 계기를 만들어 주기도 한다.
사시미(刺身)
성우 : 불명
쿄스케의 이웃이 키우는 개이다. 이웃이 집을 비웠을 때 산책을 시켜주기도 한다. 저 이름이 진짜인지는 불명.

## 주제가
오프닝 - quantum jump
노래/작사 : 마리카(真里歌), 작곡/편곡 : Meis Clauson